# 1972.
◄ | 19. stoljeće | 20. stoljeće | 21. stoljeće | ►
◄ | 1940-ih | 1950-ih | 1960-ih | 1970-ih | 1980-ih | 1990-ih | 2000-ih | ►
◄◄ | ◄ | 1969. | 1970. | 1971. | 1972. | 1973. | 1974. | 1975. | ► | ►►
Arhitektura • Astronautika • Astronomija • Biologija • Film • Fotografija • Glazba • Kazalište • Kemija • Kiparstvo • Knjige • Književnost • Kršćanstvo • Meteorologija • Medicina • Planinarstvo • Politika • Pravo • Promet • Slikarstvo • Strip • Šport • Televizija • Znanost • Zrakoplovstvo • Željeznički promet
1972. (rim. MCMLXXII) bila je 71. godina 20. stoljeća, ujedno i prijestupna po gregorijanskomu kalendaru.

## Događaji
- 26. siječnja – Zrakoplovna nesreća JAT-a pri kojoj je eksplodirao zrakoplov McDonnell Douglas DC-9 u vlasništvu JAT-a (Jugoslovenski Aerotransport) (Registracija: YU-AHT) eksplodirao na relaciji Stockholm-Kopenhagen-Zagreb-Beograd u blizini sela Srpska Kamenica. Od 28 osoba – 23 putnika i 5 članova posade – svi su poginuli osim stjuardese, Vesne Vulović.
- 2. veljače – Britansko veleposlanstvo u Dublinu uništeno je u prosvjedima nakon Krvave nedjelje.
- 21. veljače – Richard Nixon posjetio Narodnu Republiku Kinu te postao prvi predsjednik SAD-a koji je posjetio ovu zemlju.
- ožujak – svibanj – Epidemija velikih boginja u Jugoslaviji – zaraženo 175 osoba, umrlo 35.
- 8. svibnja – Sjednica Centralnog komiteta SK Hrvatske – iz članstva SK isključeni Savka Dabčević-Kučar,Miko Tripalo,Pero Pirker i Marko Koprtla.
- 17. lipnja – U Zagrebu otvoren Dom sportova ekshibicijskom košarkaškom utakmicom Europe protiv SAD-a.[1]
- 20. lipnja – Bugojanska skupina, hrvatska gerilska skupina ušla u Hrvatsku preko Slovenije.
- 11. srpnja – Započeo meč za svjetskog prvaka u šahu između branitelja naslova Borisa Spaskog i Bobbyja Fischera. Meč je izazvao dotad nikad veće zanimanje svjetske publike.
- 5. rujna – Upad palestinskih terorista iz organizacije Crni rujan u Olimpijsko selo, tijekom održavanja Olimpijskih igara u Münchenu, ubojstvo dvojice izraelskih sportaša i početak krvave talačke krize.
- 15. rujna – Skupina hrvatskih emigrantskih domoljuba otela švedski zrakoplov radi puštanja zatočenih hrvatskih emigranata kojima je prijetilo izručenje u Jugoslaviju i smrtna kazna.
- 8. listopada – U Parizu su Henry Kissinger i Le Duc To postigli sporazum za okončanje vijetnamskog rata, koji je potpisan 1973. godine.
- 8. prosinca – Osnovan Kršćanski radnički pokret.

### Glazba
- 1. travnja – Prilikom održavanja festivala Mar Y Sol u Vega Baju, Puerto Rico, četiri osobe su izgubile život. Nastupili su Allman Brothers, Emerson Lake & Palmer, Fleetwood Mac, Black Sabbath, B.B. King i J. Geils Band. Iste večeri Billy Joel zapažen je od skupine skauta za talente CBS Recordsa.
- 22. svibnja – Američki rock sastav Creedence Clearwater Revival svira svoj posljednji koncert u Denveru.

## Rođenja

#### Siječanj – ožujak
- 1. siječnja – Lilian Thuram, francuski nogometaš
- 8. siječnja – Boško Grubić, hrvatski redatelj, producent, pjevač i skladatelj
- 11. siječnja – Amanda Peet, američka glumica
- 13. siječnja – Vitalij Šerbo, bjeloruski gimnastičar
- 16. siječnja – Alen Peternac, hrvatski nogometaš
- 19. siječnja – Drea de Matteo, američka glumica
- 19. siječnja – Elena Kaliská, slovačka kajakašica i kanuistica
- 31. siječnja – Vid Balog, hrvatski glumac
- 13. veljače – Virgilijus Alekna, litavski atletičar
- 17. veljače – Billie Joe Armstrong, američki glazbenik
- 17. veljače – Dražen Turina, hrvatski pjevač
- 2. ožujka – Rene Bitorajac, hrvatski glumac
- 2. ožujka – Tvrtko Jakovina, suvremeni hrvatski povjesničar
- 6. ožujka – Shaquille O'Neal, američki košarkaš
- 10. ožujka – Marko Medo, hrvatski biskup
- 10. ožujka – Timbaland, američki producent i pjevač
- 11. ožujka – Tarik Filipović, filmski i kazališni glumac, tv voditelj
- 15. ožujka – Nina Violić, hrvatska glumica
- 25. ožujka – Zrinka Blažević, hrvatska povjesničarka
- 25. ožujka – Tardu Flordun, turski glumac
- 31. ožujka – Alejandro Amenábar, španjolski filmski redatelj

#### Travanj – lipanj
- 3. travnja – Jennie Garth, američka glumica
- 4. travnja – Maja Nekić, hrvatska glumica
- 6. travnja – Yiğit Özşener, turski glumac
- 9. travnja – Linda Begonja, hrvatska glumica
- 10. travnja – Mario Stanić, hrvatski nogometaš
- 17. travnja – Jennifer Garner, američka glumica
- 19. travnja – Rivaldo, brazilski nogometaš
- 20. travnja – Carmen Electra, američka glumica i pjevačica
- 20. travnja – Svetlana Išmuratova, ruska biatlonka
- 21. travnja – Severina Vučković, hrvatska pjevačica i glumica
- 23. travnja – Patricia Manterola, meksička glumica
- 23. travnja – Mariana Sadovska, ukrajinska pjevačica
- 20. svibnja – Busta Rhymes, američki reper, tekstopisac i glumac
- 23. svibnja – Rubens Barrichello, brazilski automobilist
- 25. svibnja – Octavia Spencer, američka glumica
- 2. lipnja – Wentworth Miller, englesko-američki glumac
- 11. lipnja – Jasen Mesić, hrvatski političar
- 16. lipnja – Marijana Zovko, hrvatska kantautorica i pjevačica
- 23. lipnja – Zinedine Zidane, francuski nogometaš
- 23. lipnja – Marlon Wayans, američki glumac i komičar

#### Srpanj – rujan
- 3. srpnja
  - Maja Petrin, hrvatska glumica († 2014.)
  - Petar Palić, hrvatski biskup
- 4. srpnja – Nina Badrić, hrvatska pjevačica
- 6. srpnja – Yonca Cevher Yenel, turska glumica
- 11. srpnja – Michael Rosenbaum, američki glumac
- 17. srpnja – Andy Whitfield, velški glumac († 2011.)
- 20. srpnja – Igor Peternel, hrvatski političar
- 21. srpnja – Daniel Markić, hrvatski obavještajni stručnjak
- 7. kolovoza – Goran Vlaović, bivši hrvatski nogometaš
- 15. kolovoza – Ben Affleck, američki glumac
- 22. kolovoza – Nikša Radovanović, hrvatski operni pjevač
- 30. kolovoza – Cameron Diaz, američka glumica
- 2. rujna – Sergej Trifunović, srpski glumac
- 4. rujna – Carlos Ponce, portorikanski pjevač i glumac
- 9. rujna – Goran Višnjić, hrvatski glumac
- 12. rujna – Jason Statham, britanski glumac
- 14. rujna – Afroman, američki rapper i gitarist
- 27. rujna – Gwyneth Paltrow, američka glumica

#### Listopad – prosinac
- 4. listopada – Kurt Thomas, američki košarkaš
- 9. listopada – Napad u gimnaziji u Zadru
- 17. listopada – Eminem, američki hip-hoper
- 1. studenog – Jenny McCarthy, američka glumica, manekenka i komičarka
- 6. studenog – Rebecca Romijn, američka glumica
- 9. studenog – Eric Dane, američki glumac
- 23. studenog – Kurupt, američki hip-hoper
- 9. prosinca – Tré Cool, američki glazbenik
- 11. prosinca – Andrij Husin, ukrajinski nogometaš i nogometni trener († 2014.)
- 22. prosinca – Vanessa Paradis, francuska pjevačica, glumica i model
- 31. prosinca – Grégory Coupet, francuski reprezentativni nogometni vratar

### Nepoznat datum rođenja
- Katarina Bistrović-Darvaš, hrvatska glumica

## Smrti

#### Siječanj – ožujak
- 12. siječnja – Mila Dimitrijević, hrvatska glumica (* 1877.)
- 27. siječnja – Mahalia Jackson, američka crnačka gospel pjevačica (* 1911.)
- 11. veljače – Colin Munro MacLeod, kanadsko-američki genetičar (* 1909.)
- 28. ožujka – Vera Nikolić Podrinska, hrvatska slikarica (* 1886.)

#### Travanj – lipanj
- 2. svibnja – J. Edgar Hoover, direktor američkog FBI (* 1895.)
- 25. svibnja – Asta Nielsen, danska filmska i kazališna glumica (* 1882.)
- 28. svibnja – Eduard VIII., engleski kralj, vojvoda od Windsora (* 1894.)

#### Srpanj – rujan
- 30. srpnja – Zdenka Pexidr-Srića, hrvatska akademska slikarica (* 1886.)
- 1. kolovoza. – Pero Pirker, hrvatski političar (* 1927.)
- 11. kolovoza – Max Theiler, južnoafrički liječnik, nobelovac (* 1899.)
- 16. kolovoza – Gordana Bonetti, hrvatska televizijska i radijska voditeljica (* 1931.)

#### Listopad – prosinac
- 24. listopada – Jackie Robinson, američki igrač bejzbola (* 1919.)
- 23. prosinca – Andrej Tupoljev, ruski konstruktor zrakoplova (* 1888.)
- 26. prosinca – Harry S. Truman, 33. predsjednik SAD-a (* 1884.)

## Nobelove nagrade
- Fizika: Leon Neil Cooper, John Bardeen i John Robert Schrieffer
- Kemija: Christian Boehmer Anfinsen, Jr., Stanford Moore i William Howard Stein
- Fiziologija i medicina: Gerald M. Edelman i Rodney R. Porter
- Književnost: Heinrich Böll
- Mir: nije dodijeljena
- Ekonomija: John Richard Hicks i Kenneth Arrow

## Obljetnice i godišnjice
- Tisućita Festa svetog Vlaha.[2]

## Vanjske poveznice
|  | Zajednički poslužitelj ima još gradiva o temi 1972. |